# Jevhen Marusjak
Jevhen Ihorovyč Marusjak (in ucraino Євген Ігорович Марусяк?; 16 marzo 2000) è un saltatore con gli sci ucraino.

## Biografia
Ha iniziato la sua carriera internazionale rappresentando l'Ucraina al Festival olimpico della gioventù europea di Erzurum 2017, in cui completò la gara del trampolino HS109 al 21º posto.
Ha partecipato a tre mondiali juniores tra il 2016 e il 2019. 
Il suo miglior piazzamento personale è stato il 49º posto nella competizione HS100 a Râșnov 2016.
Ha debuttato ai campionati mondiali di sci nordico a Seefeld in Tirol 2019, in cui ha ottenuto il 57º posto nel trampolino normale e il 58º nel trampolino lungo. A Oberstdorf 2021 ha migliorato i suoi piazzamenti individuali, giungendo 56º nel trampolino normale e 39º nel trampolino lungo. Nella gara a squadre si è arrivato 13º con i connazionali Anton Korčuk, Andrij Vaskul e Vitalij Kaliničenko.
Ha debuttato alla Coppa del Mondo di salto con gli sci il 13 febbraio 2021, a Zakopane, dove ha guadagnato il 49º posto nel trampolino lungo.
È stato convocato ai Giochi olimpici invernali di Pechino 2022, classificandosi 47º nel trampolino normale e 50º nel trampolino lungo, in entrambe le discipline eliminato dopo il primo salto. Ai Mondiali di Planica 2023 è stato 17º nel trampolino normale, 27º nel trampolino lungo e 15º nella gara a squadre mista; l'anno dopo ai Mondiali di volo di Tauplitz 2024 si è classificato 27º nella gara individuale. Ai Mondiali di Trondheim 2025 si è piazzato 31º nel trampolino normale, 15º nel trampolino lungo e 14º nella gara a squadre mista.

## Palmarès

### Coppa del Mondo
- Miglior piazzamento in classifica generale: 45º nel 2024